# جورج ساویل (بازیکن فوتبال)
جورج الن ساویل (انگلیسی: George Alan Saville؛ زادهٔ ۱ ژوئن ۱۹۹۳) بازیکن فوتبال اهل بریتانیا است.